# Battlecars (videojuego)
Battlecars es un juego de combate en vehículos lanzado para la ZX Spectrum en 1984. Está basado en el juego de guerra en miniatura de Games Workshop, Battlecars. El juego está ambientado en el año 2084 en un futuro donde los accidentes de carretera han sido eliminados por la tecnología, y el mundo se ha vuelto relativamente seguro; sin embargo, la gente ahora se entretiene viendo conductores manejar automóviles del siglo 20 en concursos violentos.

## Jugabilidad
Hasta dos jugadores lucharán entre sí o contra la computadora con vehículos que utilizan una variedad de armadura, armas y otros componentes incluyendo misiles, minas, ametralladoras, láseres, aceite y humo. Los jugadores pueden luchar con sus autos en una pista de carreras, una arena (el autódromo) o en las calles de Slug City. En la pista de carreras, los jugadores navegarán por un circuito estrecho, compitiendo principalmente en un terreno áspero contra el reloj. El autódromo es una arena vacía donde dos autos pueden enfocarse en luchar contra el otro. Slug City es un paisaje urbano donde los autos se enfrentan entre sí en calles estrechas. Un jugador puede jugar contra la computadora o un segundo jugador tanto en una pista de carreras como el autódromo; sin embargo, solo dos jugadores pueden competir en Slug City.
Con la excepción de la pista de carreras, el objetivo principal del juego es encontrar al oponente y destruir su auto. Los jugadores pueden aprovechar las estaciones de servicio y garajes para obtener combustible o reparaciones, pero usar cualquiera de los dos deja al jugador vulnerable al ataque de su adversario. Un elemento notable de la jugabilidad en el momento del lanzamiento del juego en 1984 fue que los autos podían «derrapar» de forma realista cuando intentaran doblar a gran velocidad.
Al jugar, se le presenta a los jugadores una pantalla que muestra el área donde manejan su auto, un mapa de todo el recinto, la velocidad actual y el combustible del auto, cualquier daño que reciban, e información de las armas disponibles. Cuando haya dos jugadores, cada uno tendrá su propia pantalla en el monitor de la computadora. El juego es controlado usando doce teclas del teclado para controlar cada auto y sus armas. El juego tiene ocho configuraciones de auto que los jugadores podrán escoger. Battlecars también viene con un programa diseñador que permite a los jugadores personalizar los vehículos que quieran usar en batalla.

## Desarrollo
Battlecars fue desarrollado para ZX Spectrum por SLUG (una cooperación de programadores de Harlow que trabajaron en Red Shift) usando BASIC. Julian Gollop desarrolló el programa diseñador que permite a los jugadores editar autos en el juego. Games Workshop lanzó Battlecars como un juego de computadora para ZX Spectrum en 1984. El juego vino con un manual de instrucciones de dieciséis páginas. Summit Software relanzó el juego en 1988.

## Recepción
Roger Kean pudo previsualizar a Battlecars en la revista número 9 de Crash de octubre de 1984, llamándolo «más directo de lo que uno esperaría de una compañía tan inmersa en el ocultismo», y describió al manejo de la gran velocidad del juego «alarmantemente realista».
Kevin Westbury reseñó Battlecars para el número 60 de White Dwarf, dándole una puntuación general de 8 de 10, diciendo que «dentro de todo, Battlecars es diversión rápida, furiosa y grandiosa, y logra combinar operaciones simples con un juego bastante complejo, donde solo los mejores conductores y los tiros más certeros sobrevivirán».
Bob Wade reseñó Battlecars para Personal Computer Games llamándolo «una visión sombría de un futuro automatizado, mas un estupendo juego».
Computer and Video Games fue más crítica con Battlecars, diciendo que «una cosa es tener una buena idea para el juego, pero otra cosa es realmente poder escribir el programa». Your Sinclair profundizó este criticismo un par de años después señalando que «la cosa horrorosa se seguía congelando».